# Centro de Registro da Entrada Leste do Parque Riding Mountain
O Centro de Registro da Entrada Leste do Parque Riding Mountain, ao norte de Brandon, Manitoba, é a única estrutura de portão remanescente das três construídas nas entradas do Parque Nacional Riding Mountain, no Canadá. Três complexos de portões foram construídos: a Entrada Sul (1931), a Entrada Leste (1933) e a Entrada Norte (1936), no estilo rústico predominante na época nos grandes parques nacionais norte-americanos.
O portão de entrada principal, localizado ao longo da PTH 19, é composto por dois pavilhões de madeira e pedra, um de cada lado da estrada, encimados por cúpulas, a partir das quais uma placa coberta atravessa a rodovia entre eles. A construção do portão e do que então era chamado de Estrada Norgate foi realizada por trabalhadores locais contratados pelo Programa de Alívio da Depressão do governo. Além da estrutura do portão, a área designada inclui a estação dos guardas de Whirlpool e a residência do porteiro. A entrada no parque por este portão é feita pelo município rural de McCreary.
O complexo foi designado Sítio Histórico Nacional em 1992.